# Cottbus
Cottbus (Chóśebuz en sorabe, Chociebuż en polonais) est une ville d'Allemagne dans l'État de Brandebourg située en Basse-Lusace.

## Géographie
- 1Carte dynamique
- 2Carte Openstreetmap
- 3Carte topographique
- 4Carte avec les communes environnantes

La ville de Cottbus est située à 90 km au nord-est de Dresde, à 100 km au sud-est de Berlin et à 100 km à l'ouest de Zielona Góra.
Au nord-est de la ville se trouve la forêt de la Spree, une réserve de biosphère de l'UNESCO. Au nord s'étend la lande de Lieberose. Le bassin minier de Lusace se trouve au sud et à l'est de la ville.
| Schmogrow-Fehrow Dissen-Striesow | Drehnow Drachhausen | Peitz Teichland                          |
| Kolkwitz                         | Cottbus             | Heinersbrück Wiesengrund Neuhausen/Spree |
| Drebkau                          | Neuhausen/Spree     | Neuhausen/Spree                          |

## Histoire
| Appartenances historiques Marche de Lusace 965-1002 Civitas Schinesghe 1002-1025 Royaume de Pologne 1025-1032 Marche de Lusace 1032-1367 Royaume de Bohême 1367-1455 Marche de Brandebourg 1455-1618 Brandebourg-Prusse 1618-1701 Royaume de Prusse 1701-1807 Royaume de Saxe 1807-1813 Royaume de Prusse (Province de Brandebourg) 1813–1871 Empire allemand 1871-1918 République de Weimar 1918–1933 Reich allemand 1933–1945 Allemagne occupée 1945–1949 République démocratique allemande 1949–1990 Allemagne 1990–présent |

La présence humaine date d'environ 2 000 ans : colons germaniques, tribus slaves, Lusitzi (Lusace), Wendes (Venedi), Talsandinsel (Kaupe (de)).
La ville est mentionnée pour la première fois dans une charte en 1156. Forteresse slave à l'origine, elle se développe comme cité marchande dès le XIIe siècle et est rattachée au Brandebourg au milieu du XVe siècle.
En 1468, puis en 1479, la ville et détruite par incendie.
La peste, la guerre de Trente Ans, Wallenstein sont autant de fléaux pour la ville, jusqu'en 1648.
L'édit de Potsdam (1685) de Frédéric-Guillaume Ier de Brandebourg permet l'émigration messine à Berlin à la suite de la révocation de l'édit de Nantes.
L'arrivée de huguenots français permet un nouvel essor.
La ville s'enrichit par le commerce et la fabrication de drap, puis au XIXe siècle en exploitant des mines de lignite. La ville industrielle de Basse-Lusace devient un centre de transport ferroviaire.
De 1914 à 1919, Cottbus héberge un camp d'internement de prisonniers de guerre (hippodrome de Sielow et Mersdorf),.
Le camp de Cottbus-Sielow,, sert également, sous la république de Weimar, en 1921-1923, à accueillir surtout des réfugiés juifs de l'Europe de l'Est (Konzentrationslager für Ausländer) (Giorgio Agamben, Homo Sacer, p. 148).
Dès 1938, les usines fabriquent également des véhicules à chenilles (ZKW), des avions de reconnaissance, puis des chasseurs. En 1945, les bombardiers américains détruisent une grande partie de la ville. Le 19 avril 1945, les troupes soviétiques du Premier front ukrainien (maréchal Koniev) occupent la ville.
En 1991 est fondée l'Université brandebourgeoise de technologie (Brandenburgische Technische Universität (de), BTU) dont le siège est partagé entre les villes de Cottbus et Senftenberg.

## Culture sorabe
Cottbus est la capitale culturelle de la minorité sorabe, et, avant 1945, la majorité de la population de cette ville était de cette origine. Aujourd'hui, Cottbus est une ville presque entièrement germanisée, mais la minorité sorabe a ses écoles, son lycée (le Gymnasium bas-sorabe de Cottbus, en allemand Niedersorbisches Gymnasium Cottbus, en bas-sorabe Dolnoserbski gymnazium Chóśebuz), un établissement secondaire dans lequel est dispensé un enseignement bilingue allemand/sorabe dans le cadre du projet éducatif Witaj.
Cottbus possède également son théâtre et ses centres culturels bilingues. Cependant l'allemand domine dans les rues.

## Personnalités liées à la ville
Parmi les personnalités nées à Cottbus figurent la photographe Bertha Beckmann, le peintre Carl Blechen, le physiologiste Theodor Fritsch, l'athlète Ulrike Bruns, le lanceur de disque Robert Harting et le cycliste Tony Martin.

## Sport
Depuis 1976, se déroule à Cottbus, le Tournoi des Maîtres, qui est la plus vieille compétition de gymnastique. Ce meeting rassemble 24 nations pendant 3 jours chaque année au Lausitz Arena.
En 1980 est reconstruit le Leichtathletikstadion Cottbus, un stade d'athlétisme de 19 000 places.
Le club de la ville, le FC Energie Cottbus, a été créé en 1963 sous le nom du SC Cottbus. Il a notamment participé à la finale de la Coupe d'Allemagne 1996-1997. Le club évolue pour la saison 2022-2023 en quatrième division allemande.

## Jumelage
La ville de Cottbus est jumelée avec celle de Montreuil (Seine-Saint-Denis) depuis 1959.

## Galerie de photos

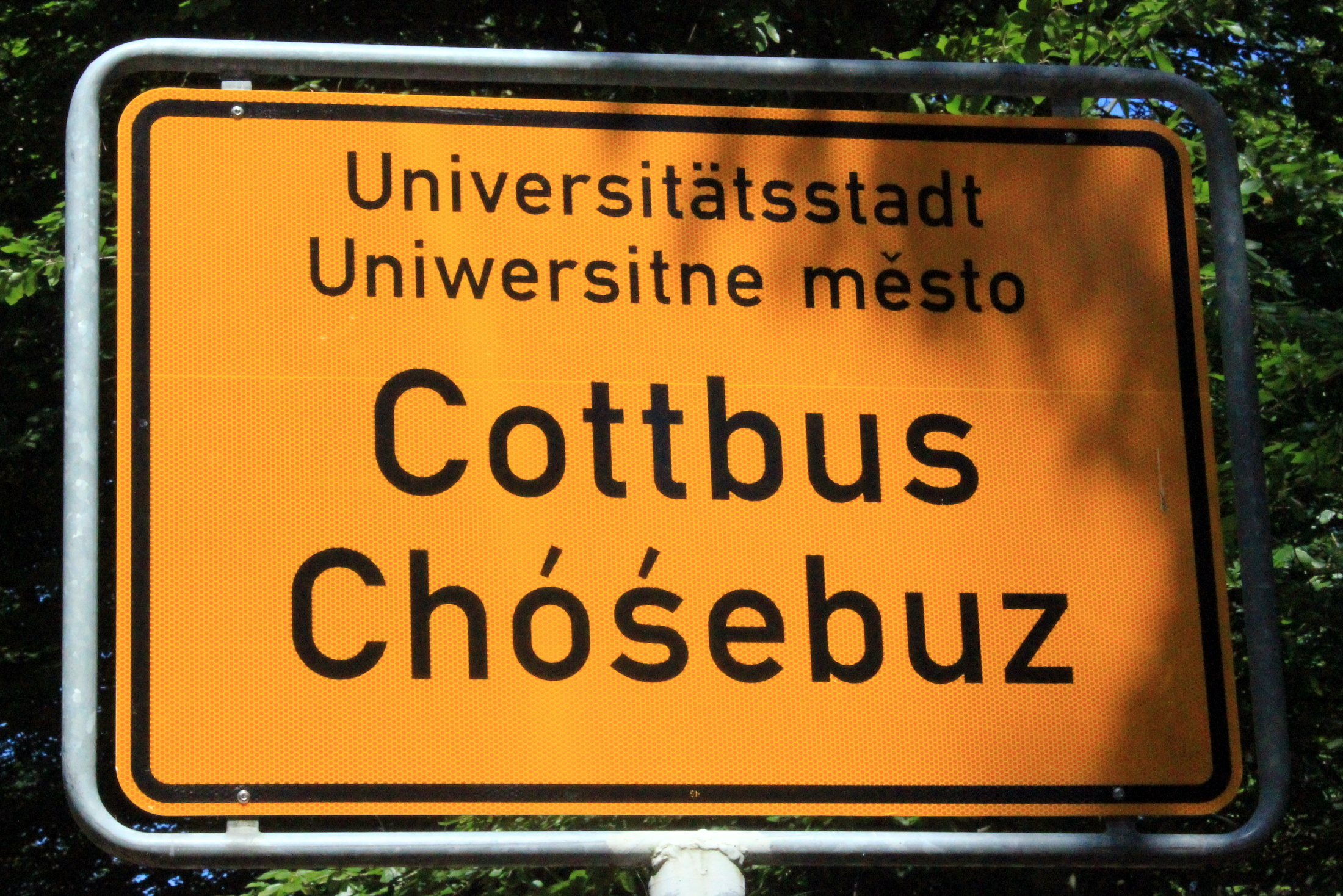
Signalisation bilingue en allemand et en sorabe d'un des panneaux d'entrée de la commune de Cottbus.
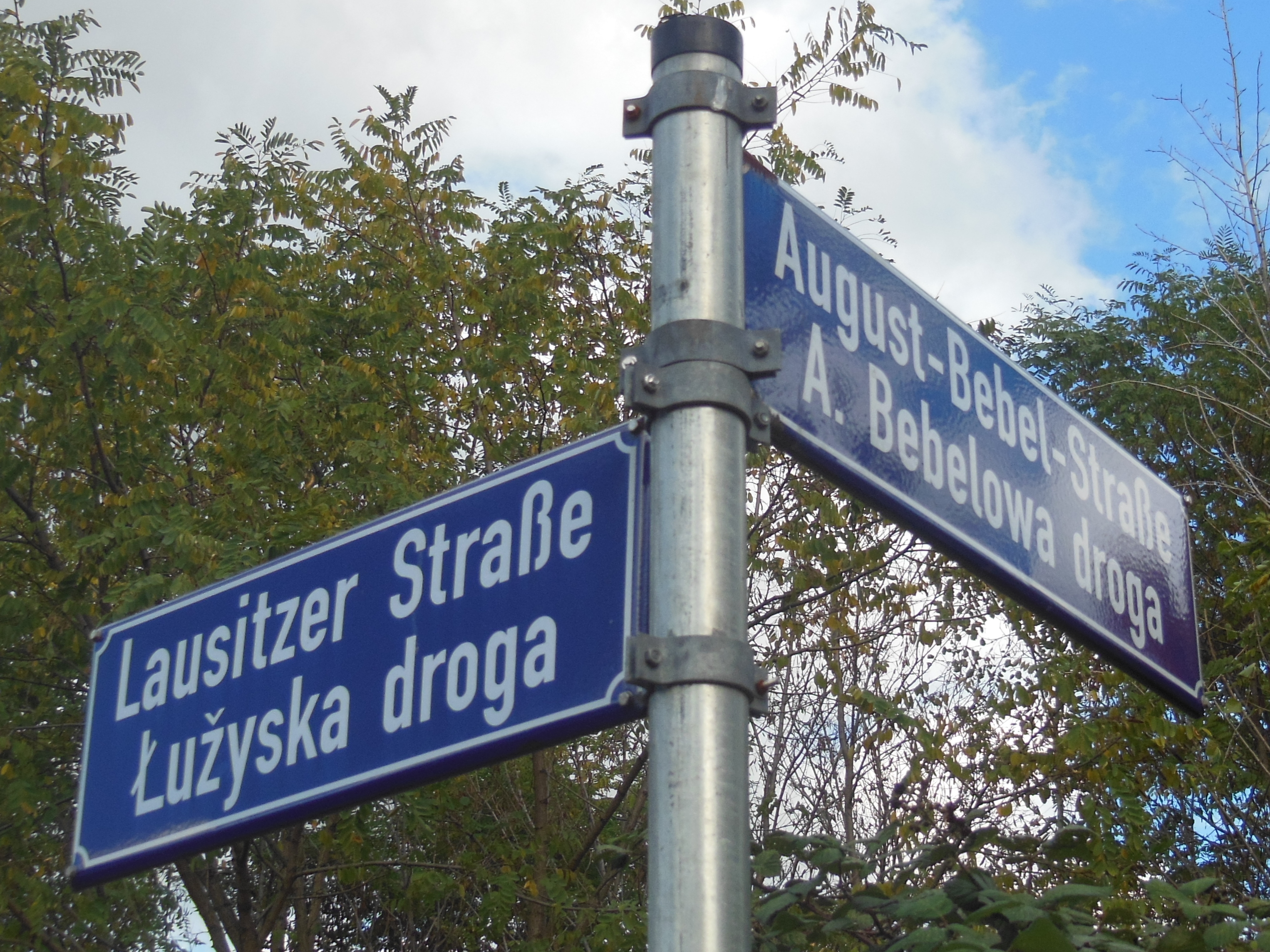
Signalisation bilingue en allemand et en sorabe d'une des plaques de voie dans l'agglomération de Cottbus.
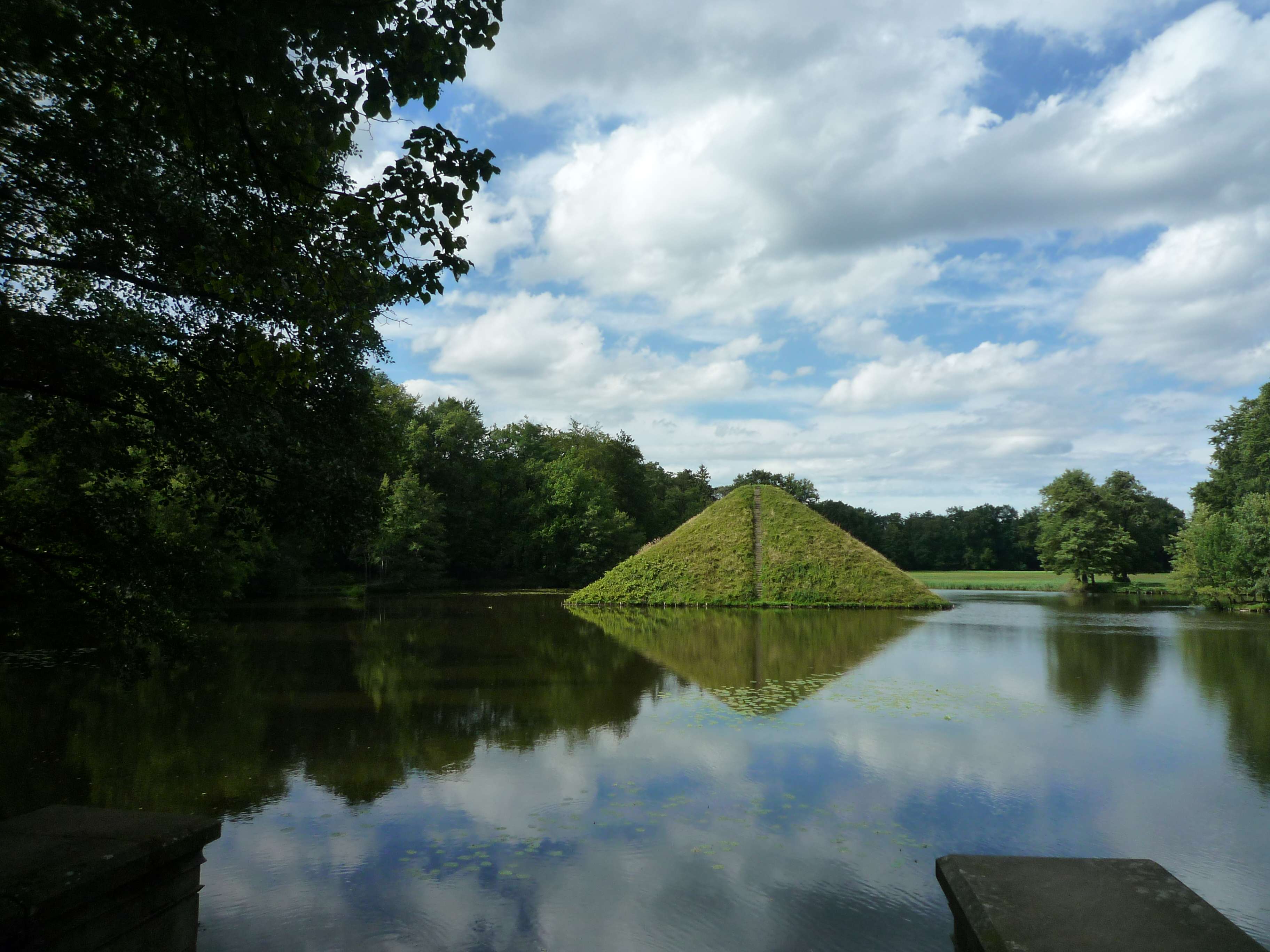
Cottbus, le parc Branitz avec la pyramide.
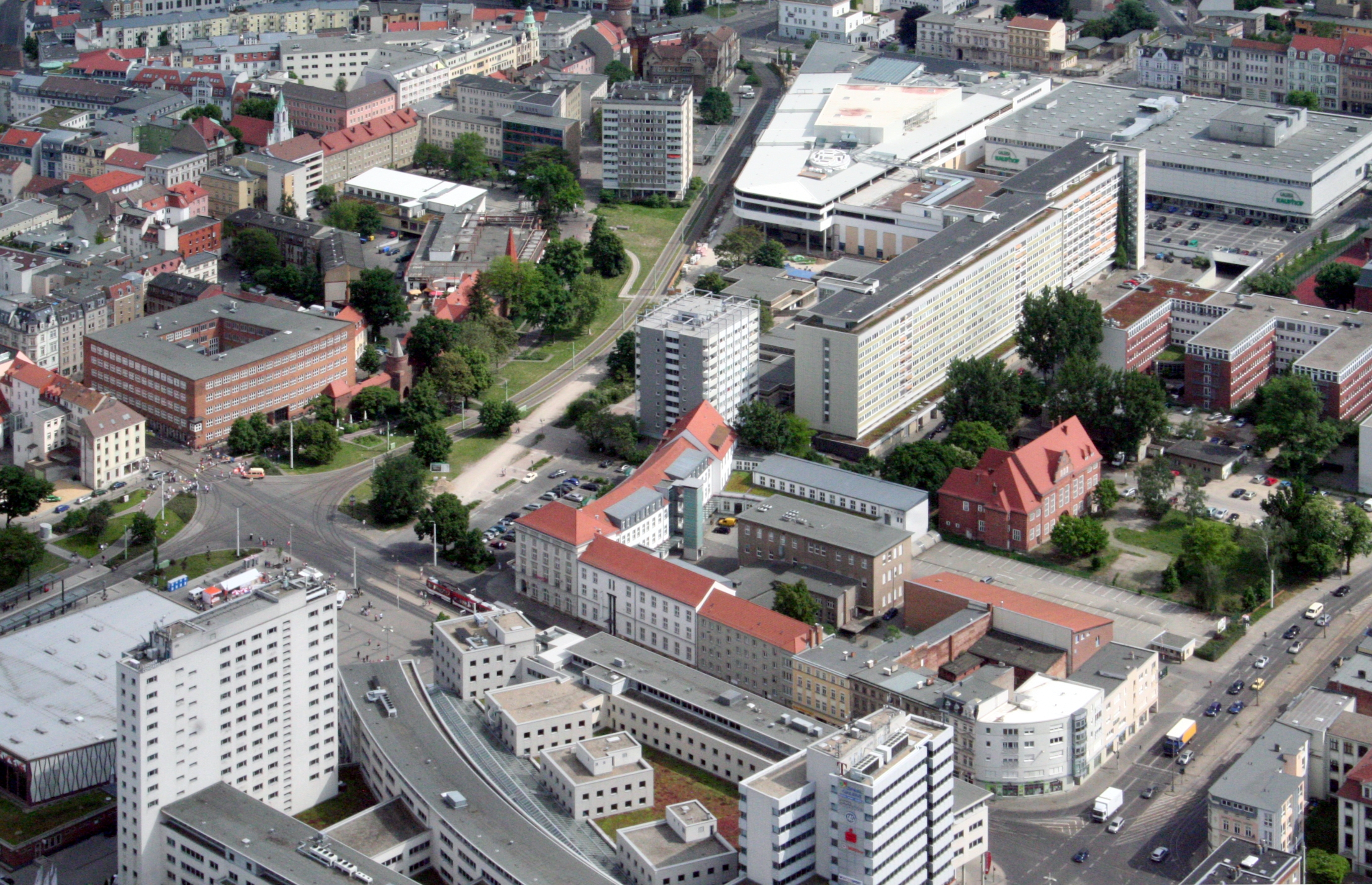
Le centre-ville de Cottbus.
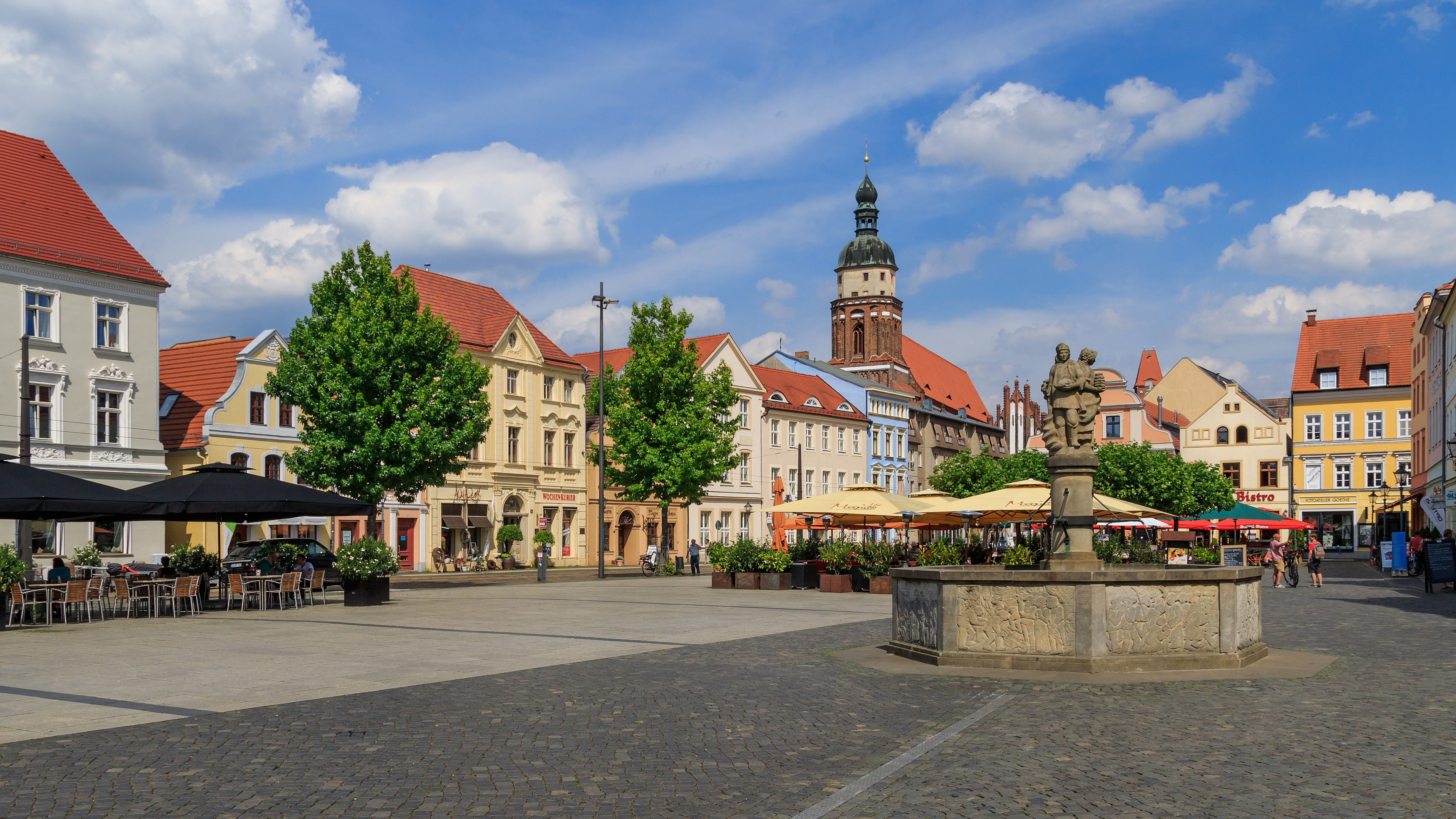
La place du marché de Cottbus.
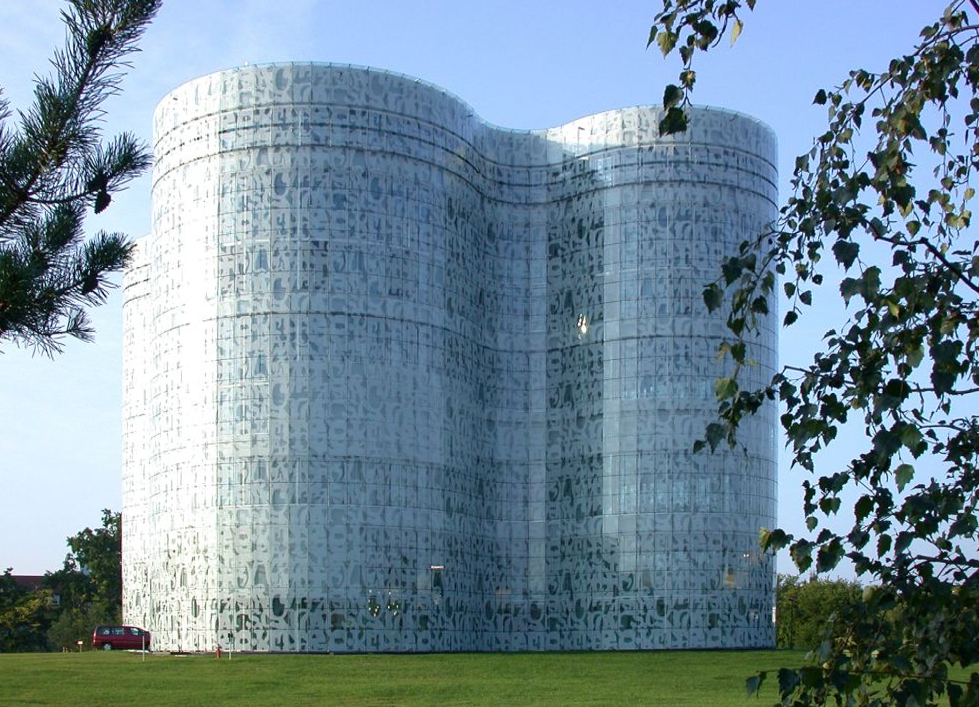
La bibliothèque de l'université de Cottbus.